# قحطی یمن (۲۰۱۶–اکنون)
قحطی یمن یک قحطی در یمن است که از سال ۲۰۱۶ و پس از شروع جنگ داخلی یمن و با حمله نظامی ائتلاف عربستان به یمن آغاز شده است و جان بیش از ۱۷ میلیون یمنی را تهدید می‌کند. بیش از ۳٫۳ میلیون کودک و زن باردار یا شیرده دچار سوءتغذیه شدید شده‌اند. این قحطی در کنار گسترش وبا و ویروس کووید-۱۹ در یمن وضع را بسیار دشوارتر گردانده است.
این قحطی که نتیجه مستقیم حمله نظامی عربستان به یمن و محاصره آن توسط عربستان و آمریکا بوده است پس از ۵ نوامبر ۲۰۱۷ شدت بیشتری گرفته است زیرا عربستان سعودی به کمک ایالات متحده آمریکا محاصره زمینی، دریایی و هوایی یمن را تنگتر کرده‌اند. در اکتبر ۲۰۱۸ سازمان ملل هشدار داد که این قحطی با تهدید جان ۱۳ میلیون انسان می‌تواند به بدترین قحطی جهان در صد سال اخیر تبدیل شود.
در گزارش سال ۲۰۱۹ میلادی شاخص گرسنگی جهانی (GHI)، وضع یمن «هشداردهنده» توصیف شده و طبق این گزارش این کشور پس از جمهوری آفریقای مرکزی، از شدیدترین بحران گرسنگی رنج می‌برد.
در سال ۲۰۲۰ میلادی، سازمان یونیسف قحطی یمن را بدترین قحطی جهان دانست و افزود که بیش بیست و چهار میلیون تن از مردم یمن (بیش از هشتاد درصد) نیاز سخت به کمک‌های انسانی و غذا دارند و که ازین میان دوازده میلیون تن خردسالند.

## مقاله‌های مرتبط
- حملات هوایی به بیمارستان‌ها در یمن